# Капанбелени
Капанбелени (на турски: Kapanbeleni) е село в околия Бига, вилает Чанаккале, Турция. Разположено на 160 – 240 метра надморска височина. Населението му през 1997 г. е 173 души, основно българи – мюсюлмани (помаци), преселили се през 1878 г. от село Добралък в Родопите.